# Macroteleia surfacei
Macroteleia surfacei är en stekelart som beskrevs av Charles Thomas Brues 1907. Macroteleia surfacei ingår i släktet Macroteleia och familjen Scelionidae. Inga underarter finns listade i Catalogue of Life.